# Marc Plauci Silvà (cònsol sufecte any 68)
Marc Plauci Silvà (en llatí Marcus Plautius M. F. A. N. Silvanus) va ser un magistrat romà del segle i. Formava part de la gens Plàucia.
Va ser nomenat cònsol sufecte l'any 68, segons diuen els Fasti.